# Indischer Rotfeuerfisch
Der Rotfeuerfisch (Pterois miles) ist im Roten Meer und im Indischen Ozean verbreitet. Als invasive Spezies kommt er auch an der nordamerikanischen Ostküste und in der Karibik vor. Er ist inzwischen auch durch den Suezkanal in das südöstliche Mittelmeer eingewandert (Lessepssche Migration). Die Art hat innerhalb eines Jahres fast die gesamte Südostküste von Zypern besiedelt (Stand 2016). Mittlerweile wurde er auch vor Kreta, Rhodos und anderen griechischen Inseln nachgewiesen und 2021 bereits in der Adria vor Kroatien gesichtet.

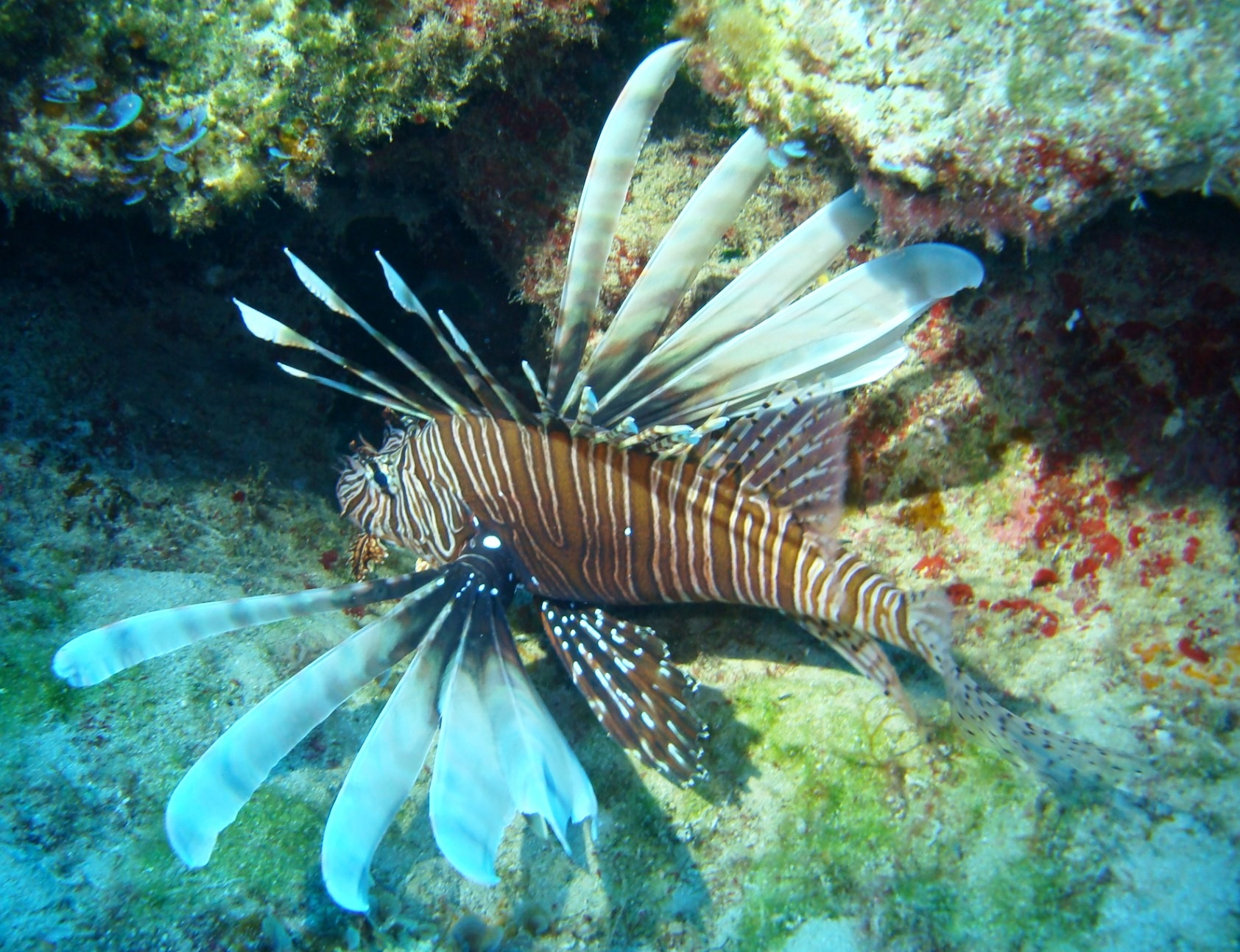
Seitenansicht eines Indischen Rotfeuerfisches – im Mittelmeer vor der Südküste von Zypern (2019)

Er dringt bis in eine Wassertiefe von 50 Meter vor. Nachts und in der Dämmerung jagt er nach Fischen und Krebsen. Tagsüber zieht sich der Rotfeuerfisch in Höhlen und unter große Korallenstöcke zurück.
Der Rotfeuerfisch hat einen seitlich abgeflachten Körper mit extrem langen Flossenstrahlen an der vorderen Rückenflosse und den Brustflossen. Die Färbung des Körpers ist Rotbraun mit weißen Querlinien.
Seine stacheligen Strahlen der Rückenflosse enthalten ein starkes Gift, welches zu schmerzhaften Verletzungen führt. Sein Verhalten ist jedoch nicht aggressiv.
Die nachtaktiven Tiere können von Schnorchlern und Tauchern am besten nachts und kurz vor dem Sonnenuntergang beobachtet werden.

## Abgrenzung
Die Abgrenzung gegenüber dem Pazifischen Rotfeuerfisch (Pterois volitans) wurde klassisch über die für die indische Variante als charakteristisch geltenden Augenflecken vorgenommen. Da dieses Farbmuster jedoch bei juvenilen Tieren beider Ozeane auftritt und im Alter mehr und mehr verblasst, wurde die Existenz zweier Arten von manchen Autoren bezweifelt. Kürzlich erfolgte molekulare Analysen zeigten allerdings, dass es sich bei beiden Feuerfischen zumindest um genetisch unterscheidbare Populationen handelt, die sich vor 2,4 bis 8,3 Millionen Jahren getrennt haben.